# Edward Stradling, 2. Baronet
Sir Edward Stradling, 2. Baronet (* vor 9. November 1600; † vor 21. Juni 1644 in Oxford) war ein englischer Adliger, Politiker und Militär.

## Herkunft
Edward Stradling entstammte der Familie Stradling, einer alten Familie der Gentry mit Besitzungen in Südwales und Südwestengland. Er war der älteste Sohn von Sir John Stradling, 1. Baronet und von dessen Frau Elizabeth Gage. Er wurde am 9. November 1600 in der Kirche von St Donat's in Südwales getauft.

## Rolle während des Englischen Bürgerkriegs

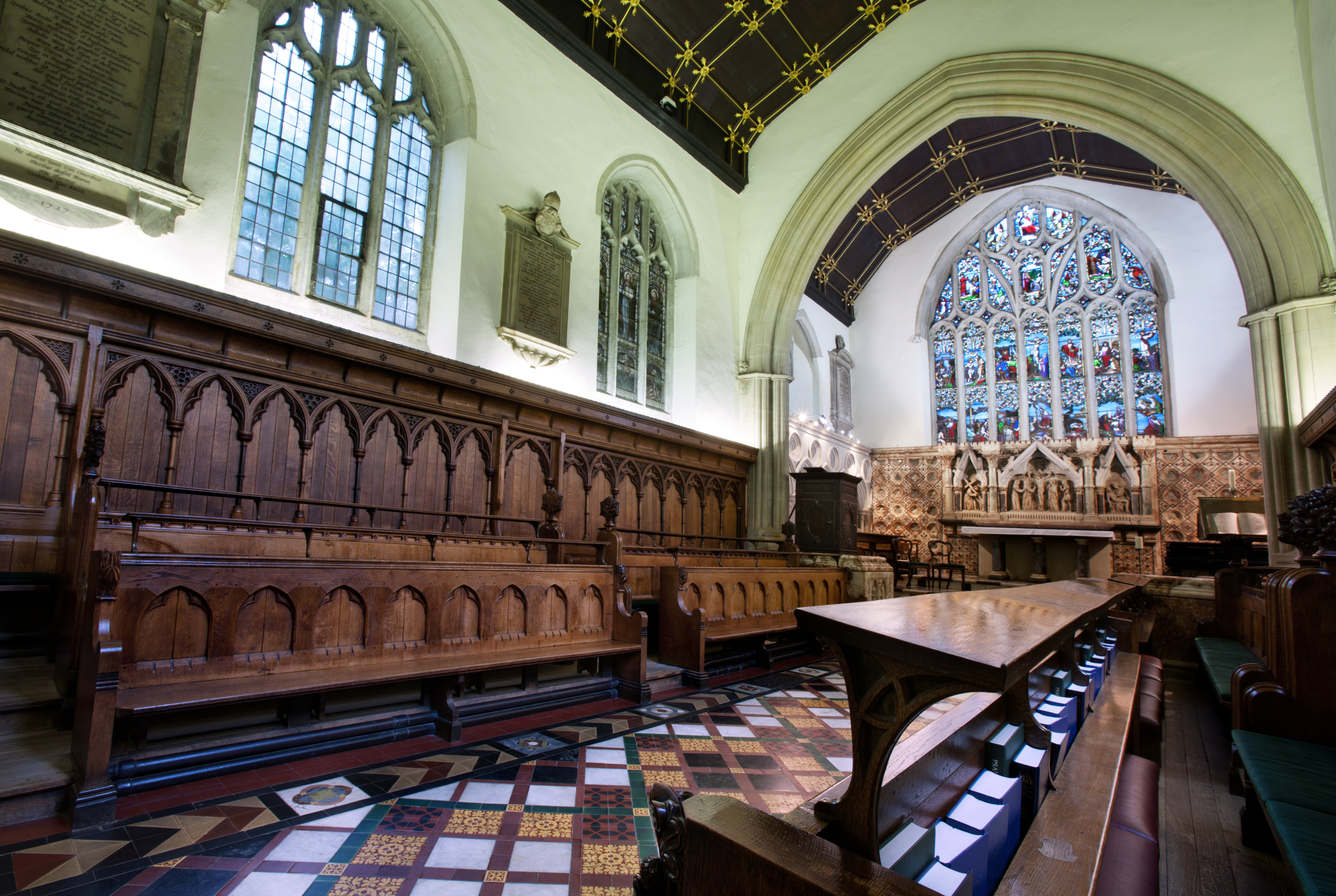
Die Kapelle des Jesus College in Oxford, in der Stradling beigesetzt wurde

Stradling studierte an der Universität Oxford. Als Erwachsener betätigte er sich als Unternehmer, unter anderem hatte er zeitweise das Seifenmonopol erworben. 1631 gehörte er zu Spekulanten, die in eine Wasserversorgung für London investierten. Nach dem Tod seines Vaters erbte er 1637 die Familienbesitzungen sowie den Titel Baronet. Bei der Unterhauswahl Anfang 1640 wurde er als Knight of the Shire für Glamorgan gewählt und vertrat das County im sogenannten Kurzen Parlament. Während des Englischen Bürgerkriegs stellte er für König Karl I. ein Infanterieregiment auf. Als Oberst nahm er 1642 an der Schlacht bei Edgehill teil. Im weiteren Verlauf des Kriegs wurde er verwundet nach Oxford gebracht, wo er starb. Am 21. Juni 1644 wurde er in der Kapelle des Jesus College, wo sein Bruder George Fellow war, beigesetzt.

## Ehe und Nachkommen
Stradling hatte Mary Mansel, eine Tochter von Sir Thomas Mansel aus Margam und von dessen zweiten Frau Jane Bussy geheiratet. Er hatte mit ihr mehrere Kinder, darunter:
- Sir Edward Stradling, 3. Baronet (um 1624–vor 1661)
- John Stradling († nach 1648)
- Sir Thomas Stradling († nach 1648)
- Jane Stradling ⚭ 1652 Thomas Carne
- Dorothy Stradling ⚭ Henry Hill
- Joan Stradling ⚭ David Mathews
- Elizabeth Stradling ⚭ (1) Edward Turberville, ⚭ (2) Lewis Thomas

Stradlings ältester Sohn Edward wurde sein Erbe. Er kämpfte während des Bürgerkriegs ebenfalls auf der Seite des Königs und starb vermutlich bereits vor 1646, spätestens vor 1661. Stradlings Witwe Jane gewährte nach seinem Tod 1645 James Ussher, dem Erzbischof von Armagh im Familiensitz St Donat’s Castle Zuflucht. Seine jüngeren Söhne John und Thomas spielten eine führende Rolle in dem erfolglosen Aufstand gegen das Parlament in Glamorgan von 1647 bis 1648.